# Erythrodiplax lativittata
Erythrodiplax lativittata ist eine Libellenart aus der Unterfamilie Sympetrinae. Nachgewiesen ist sie in Brasilien, Kolumbien und Venezuela. Die Larve ist derzeit noch nicht beschrieben. Das Artepitheton nimmt Bezug auf das grünliche Band, das sich auf den Seiten des Thorax findet.

## Merkmale
Ausgefärbte männliche Vertreter von Erythrodiplax lativittata haben eine schwarze Grundfärbung und einen durchschnittlich 21 Millimeter langen, schlanken Hinterleib (Abdomen). Das Abdomen der Weibchen ist im Schnitt circa einen Millimeter kürzer. Bei jüngeren Tieren ist das Abdomen noch gelblich braun und weist einen dünnen seitlichen Streifen auf den Segmenten zwei mit vier auf. Je nach Region schwankt die Färbung des Thorax etwas von schwarz bis dunkelbraun. Auch das namensgebende seitliche grüne Band auf dem Thorax schwankt dabei in seiner Ausprägung.
Auf den durchsichtigen Flügeln ist im Bereich des Ansatzes sowie an der Flügelspitze ein bei Jungtieren gelblicher, bei ausgefärbten Tieren schwarzer Fleck vorhanden. Bei beiden Geschlechtern messen die Hinterflügel durchschnittlich knapp über 25 Millimeter und die Pterostigmata um die 2,9 Millimeter.

## Belege
1. 1 2 3 4  Donald Joyce Borror: A Revision of the Libelluline Genus Erythrodiplax (Odonata) [S. 100ff], The Ohio State University, Columbus 1942
2. ↑  Garrison, Ellemrieder, Louton: Dragonfly Genera of the New World [S. 241f], The Johns Hopkins University Press, Baltimore 2006, ISBN 0801884462